# Compagnie Génerale des Tramways de Valence (Espagne) Société Lyonnaise
La Compagnie Génerale des Tramways de Valence (Espagne) Société Lyonnaise (conocida popularmente como la Lionesa) fue creada en 1898 en Lyon (Francia) con la finalidad de explotar el negocio de los tranvías en la ciudad de Valencia. Para ello compró todas las concesiones otorgadas a la Sociedad General de Tranvías. 
Durante su existencia modernizó y electrificó todas sus líneas. Además debido a su política comercial en 1911 se hizo con el control de todas las concesiones de tranvías de la ciudad de Valencia excepto las pertenecientes a la Sociedad Valenciana de Tranvías.
Debido a los problemas económicos para pagar los impuestos ya que era una compañía extranjera en 1917 se fusionó con la Sociedad Valenciana de Tranvías dando lugar a la Compañía de Tranvías y Ferrocarriles de Valencia.